# Vadonia ispirensis
Vadonia ispirensis là một loài bọ cánh cứng trong họ Cerambycidae.